# Deerfield (hrabstwo Franklin)
Deerfield – jednostka osadnicza w Stanach Zjednoczonych, w stanie Massachusetts, w hrabstwie Franklin.